# Diplothorax fasciatus
Diplothorax fasciatus là một loài bọ cánh cứng trong họ Cerambycidae.